# V Corpo d’armata
Das V Corpo d’armata (deutsch V. Armeekorps) war ein Korps des italienischen Heeres. Von kurzen Unterbrechungen abgesehen bestand es von 1860 bis 1997. Im Zug einer Heeresreform wurde es 1975 in 5º Corpo d’armata („5. Armeekorps“) umbenannt. Das fünfte Korps nahm an italienischen ich Unabhängigkeitskriegen sowie am Ersten und Zweiten Weltkrieg teil. Im Kalten Krieg stand es im Nordosten Italiens vor der jugoslawischen Grenze an vorderster Front. Dort erwartete man einen Angriff von Streitkräften des Warschauer Pakts, die in Ungarn stationiert waren.

## Geschichte

### Bis zum Zweiten Weltkrieg
Das V. Korps wurde während der Einigung Italiens am 1. April 1860 noch als Teil des piemontesischen Heeres aufgestellt, aus dem dann im folgenden Jahr das italienische hervorging. Der erste Einsatz des Korps stand im Zusammenhang mit dem von Giuseppe Garibaldi angeführten Zug der Tausend. Als sich nach der Landung von Garibaldis Freiwilligen auf Sizilien und nach weiteren Kämpfen auf dem süditalienischen Festland die Niederlage des Königreichs beider Sizilien abzeichnete, schickte die piemontesische Regierung Truppen nach Mittel- und Süditalien, um dem Haus Savoyen die Herrschaft über Italien zu sichern. An dem Feldzug im September und Oktober 1860 waren das IV. mit drei und das V. Korps mit zwei Divisionen beteiligt, die zusammen die „Marken- und Umbrien-Armee“ bildeten. Während das IV. Korps entlang der Adria-Küste nach Süden vorstieß und die Truppen des Kirchenstaats in der Schlacht von Castelfidardo schlug, rückte das V. Korps unter General Enrico Morozzo Della Rocca im Landesinneren entlang des Tibertals vor, um den päpstlichen Truppen den Rückzug abzuschneiden. Gegen die bereits am 1. Oktober in der Schlacht am Volturno von den Freiwilligen Garibaldis geschlagene neapolitanische Armee kämpfte das Korps am 26. Oktober in San Giuliano bei Teano und am 29. Oktober am Garigliano; danach nahm es an der Belagerung von Gaeta teil.
Nach dem Feldzug entstand aus dem Korpsstab das V. Territorialkommando (Wehrkreis) mit Sitz in Florenz. Aus diesem Territorialkommando und nachgeordneten Bezirkskommandos sollte im Kriegsfall das V. Korps mit der 1. Division in Florenz und der 15. Division in Perugia reaktiviert werden. Dies geschah 1866 im dritten Unabhängigkeitskrieg gegen das Kaisertum Österreich. Nachdem die italienische Mincio-Armee bei ihrem Versuch, das österreichische Festungsviereck südöstlich des Gardasees zu durchbrechen am 24. Juni 1866 in der Schlacht bei Custozza gescheitert war, zog das V. Korps unter General Raffaele Cadorna mit mehreren Divisionen über den Apennin nach Norden und schloss sich der Po-Armee Enrico Cialdinis an. Im Juli 1866 überschritten das IV. und das V. Korps den Po und dann die untere Etsch und stießen östlich der österreichischen Festungen nach Venetien vor und erreichten am 24. Juli 1866 den Isonzo.
Nach der Annexion Venetiens und des Friauls wurden die Territorialkommandos und Armeekorps 1867 in ihrer bisherigen Form aufgelöst. Im Zug einer weiteren Heeresreform entstanden 1873 sieben Territorialkommandos als Generalkommandos (und ein Kommando auf Sardinien) wieder; unter ihnen befand sich das V. Generalkommando in Rom mit den territorialen Militärdivisionen Rom, Perugia und Chieti. 1877 beschloss man die Aufstellung von insgesamt zehn territorialen Korpskommandos, die 1882 um zwei weitere ergänzt wurden. Von 1877 bis 1882 befand sich der Stab des V. Korps in Bologna, nachgeordnet waren die beiden territorialen Militärdivisionen Bologna und Ancona. 1882 verlegte der Korpsstab nach Verona, von wo aus er die territorialen Divisionen in Verona und in Padua führte. In dieser Aufstellung verblieb das V. Korps bis zum Ausbruch des Ersten Weltkriegs.
Unmittelbar nach der Kriegsmobilmachung bestand das V. Korps aus der 9., 15. und 34. Division mit jeweils zwei Infanteriebrigaden und einem Artillerieregiment. Hinzu kamen Korpstruppen, darunter drei Bersaglieri-Regimenter, etliche Alpini-Bataillone und Artillerieverbände. Zusammen mit dem III. bildete das V. Korps die 1. Armee, die zwischen dem Stilfser Joch und der Croda Granda beim Passo Cereda in den südlichen Dolomiten stand. Das V. Korps übernahm den östlichen Abschnitt vom Gardasee über die Sieben Gemeinden bis zur Croda Granda. Im Mai 1916 geriet das V. Korps im Verlauf der österreich-ungarischen Südtiroloffensive in Bedrängnis, die Front konnte nur mit Verstärkungen gehalten werden. Ein weiterer Schauplatz schwerer Kämpfe war der Pasubio. Das V. Korps blieb bis Kriegsende in dieser Region. Die nachgeordneten Divisionen und sonstigen Verbände wechselten mehrmals. Zuletzt führte es zwischen dem Vallarsa (Coni Zugna) und dem Val Posina die 55. und die 69. Division.
Nach dem Ende des Krieges kam der Stab des V. Korps nach Triest. Von 1919 bis 1926 bestand das Korps aus der 13. Infanteriedivision in Triest, der 14. Infanteriedivision in Görz und aus der 15. Infanteriedivision in Pola. Die drei Divisionen hatten jeweils zwei Infanteriebrigaden, ein Artillerieregiment und weitere Divisionstruppen. Nach der Heeresreform von 1926 bestand das V. Korps bis 1939 aus der 12. Infanteriedivision Timavo in Triest und aus der 15. Infanteriedivision Carnaro in Abbazia mit jeweils drei Infanterieregimentern und einem Artillerieregiment. Mit der Heeresreform von 1939 wurden die binären Infanteriedivisionen eingeführt, die statt drei nur noch zwei Infanterieregimenter hatten. Zu den beiden genannten Divisionen erhielt das V. Korps im Gegenzug erst die neue 57. Infanteriedivision Lombardia und dann die 13. Infanteriedivision Ré aus Udine. Das Korps mit Stab in San Pietro del Carso wurde der 2. Armee unterstellt und übernahm den Bereich zwischen Postumia und Fiume an der Grenze zu Jugoslawien.
Im April 1941 nahm das V. Korps mit der 2. Armee an dem von der deutschen Wehrmacht angeführten Balkanfeldzug teil. Das Korps bestand aus der (umbenannten) 15. Infanteriedivision Bergamo und aus der 57. Infanteriedivision Lombardia, die beiden anderen Divisionen hatte man an andere Korps der 2. Armee abgegeben. Der Korpsstab verlegte erst nach Crikvenica und dann nach Otočac, die nachgeordneten Verbände besetzten Teile Dalmatiens und der östlich angrenzenden Gebiete. Im weiteren Verlauf erhielt das Korps die 153. Infanteriedivision Macerata (Delnice) und die 154. Infanteriedivision Murge (Sinj) sowie die 14. Küstenbrigade (Crikvenica). Die Verbände des V. Korps kämpften bis zum Waffenstillstand von Cassibile im September 1943 gegen Verbände der jugoslawischen Volksbefreiungsarmee, unter anderem in der Schlacht an der Neretva. Am 9. September 1943 wurde es offiziell aufgelöst.

### Kalter Krieg
Das dem Königreich Italien verbliebene Heer, das auf der Seite der Alliierten am Italienfeldzug teilgenommen hatte, stellte kurz nach Kriegsende elf territoriale Militärkommandos auf Korpsebene auf, darunter das V. in Padua für den Nordosten Italiens. Im Gegensatz zu etlichen anderen Territorialkommandos wurden dem V. zunächst keine Brigaden oder Divisionen unterstellt; 1946 verfügte es nur über ein Alpini-Regiment, ein Ausbildungszentrum, eine Pionier- und eine Fernmeldekompanie sowie über andere kleinere Unterstützungseinheiten. Im folgenden Jahr erhielt es nach dem Frieden von Paris, dem Abzug der alliierten Truppen und wegen des eskalierenden Kalten Krieges und der ungelösten Grenzprobleme mit Jugoslawien vom II. Territorialkommando in Genua die Infanteriedivision Mantova und vom VII. Territorialkommando in Florenz die Infanteriedivision Folgore. Diese beiden Divisionen mit neuem Hauptquartier in Treviso und Görz waren Anfang 1945 an der Gotenstellung eingesetzt worden. 1948 entstand in Pordenone die Panzerbrigade Ariete wieder, die sich als Division im Afrikafeldzug ausgezeichnet hatte; bis 1952 wurde sie wieder zu einer Panzerdivision vergrößert. 1949 folgte in Cividale del Friuli die Alpini-Brigade Julia, die 1943 als Division in der Sowjetunion bei zweiwöchigen Kämpfen hinter den feindlichen Linien fast aufgerieben worden war. Sie deckte in den Julischen und in den Karnischen Alpen die linke Flanke des V. Korps, für die rechte Flanke an der lagunenreichen nördlichen Adriaküste stellte man Anfang 1951 in Venedig die Lagunari-Truppe auf.
Am 1. Mai 1952 entstand aus dem V. Territorialkommando in Padua der Stab des V. Korps wieder. Am 30. September 1953 wurde der Korpsstab nach Vittorio Veneto verlegt, womit man auf die Schlacht von Vittorio Veneto Bezug nehmen wollte, die Ende Oktober 1918 den Krieg in Italien entschieden hatte. Das V. Korps bildete zusammen mit dem als strategische Reserve fungierenden III. Korps in Mailand und dem IV. Gebirgskorps in Bozen das italienische Feldheer in Norditalien. Darüber hinaus bestand von 1952 bis 1972 das VI. Korps in Bologna und das sogenannte Comando Truppe Carnia-Cadore. 1953 ging die Alpini-Brigade Julia an letzteres Kommando, das dann im IV. Gebirgskorps aufging. Das V. Korps wurde zusammen mit den anderen Korps dem 1951 aufgestellten NATO-Kommando Landsouth in Verona zugeteilt oder „assigniert“, das im Fall eines Krieges mit den Staaten des Warschauer Pakts die Führung der genannten italienischen Korps in Norditalien übernehmen sollte. Wegen der andauernden Spannungen mit Jugoslawien um das Freie Territorium Triest und weiterer Probleme stellte Italien darüber hinaus 1952 in Padua das designierte Kommando der 3. Armee wieder auf, das im Fall eines Krieges mit Jugoslawien die italienischen Korps in Norditalien unter nationaler Regie führen sollte. Das Armeekommando in Padua wurde 1972 wieder aufgelöst, das von einem italienischen General geleitete NATO-Kommando in Verona im Jahr 2004.
In den Jahren nach der Wiederaufstellung wurde das V. Korps weiter verstärkt. Nach der Wiedereingliederung von Triest bildete man dort einen brigadeäquivalenten Kampfverband mit der Bezeichnung Comando Truppe Trieste. 1957 folgte in Gradisca d’Isonzo die Panzerkavalleriebrigade Pozzuolo del Friuli und 1959 in Vicenza die III. Raketenartillerie-Brigade, die im Rahmen der Nuklearen Teilhabe mit amerikanischen Atomsprengköpfen, nuklearen Artilleriegranaten und Atomminen ausgerüstet war.
Mit der Heeresreform von 1975 wurde in Italien die Regimentsebene weitestgehend abgeschafft. Die Divisionen untergliederten sich danach in gemischte Brigaden und diese in Bataillone. Gleichzeitig ersetzte man bei den Nummern der drei italienischen Korps die römischen durch arabische Ziffern (5º statt V Corpo d’armata). Das 5. Korps setzte sich nach der Reform folgendermaßen zusammen.
- 5. Korps (Vittorio Veneto)

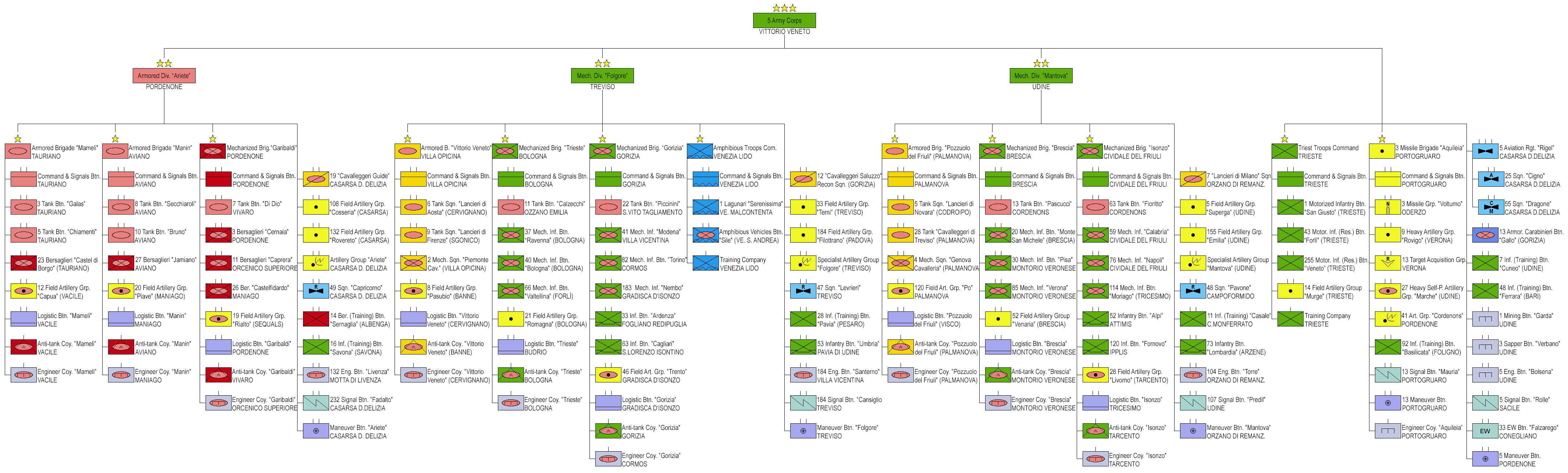
Gliederung des 5. Korps von 1976 bis 1986

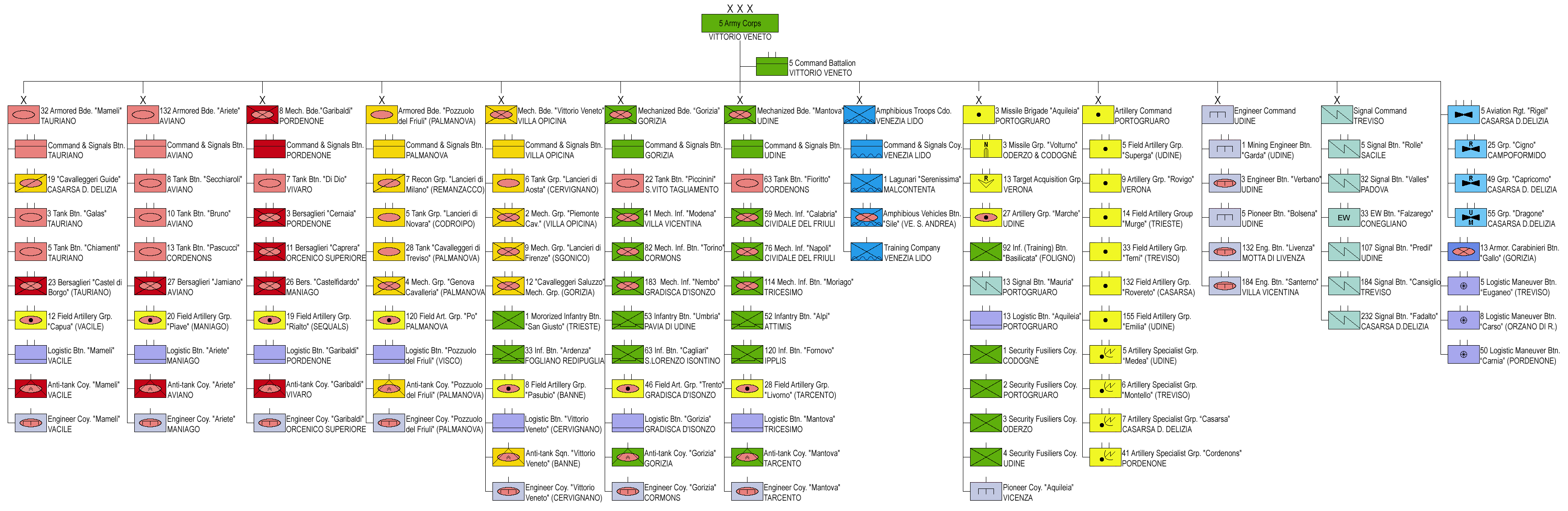
Gliederung des 5. Korps im Jahr 1989

- Panzerdivision Ariete (Pordenone)

- 32. Panzerbrigade Mameli (Tauriano)
- 132. Panzerbrigade Manin (Aviano)
- 8. Bersaglieri-Brigade Garibaldi (Pordenone)

- Mechanisierte Division Mantova (Udine)

- Panzerbrigade Pozzuolo del Friuli (Palmanova)
- Mechanisierte Brigade Isonzo (Cividale del Friuli)
- Mechanisierte Brigade Brescia (Brescia)

- Mechanisierte Division Folgore (Treviso)

- Kommando amphibische Truppen (Lagunari) (Venedig-Lido)
- Panzerbrigade Vittorio Veneto (Villa Opicina)
- Mechanisierte Brigade Gorizia (Görz)
- Mechanisierte Brigade Trieste (Bologna)

- 3. Raketenartillerie-Brigade Aquileia (Portogruaro)
- Kampfgruppe Triest (Triest)
- 5. Heeresflieger-Regiment Rigel (Casarsa della Delizia)

Weitere Korpstruppen und die Divisionstruppen sind hier nicht berücksichtigt. Letztere umfassten auch Festungs- und Sprerrverbände. Die gepanzerten und mechanisierten Brigaden waren mit Kampfpanzern der Typen Leopard 1 und M60, mit verschiedenen Versionen des Transportpanzers M113 und mit Panzerhaubitzen M109 ausgerüstet, die Raketenbrigade unter anderem mit MGM-52 Lance. 1976 leisteten die Verbände des V. Korps Katastrophenhilfe nach einem schweren Erdbeben im Friaul.
Im Jahr 1986 wurde die beim 3. und 5. Korps verbliebene Divisionsebene abgeschafft und wie schon beim 4. Gebirgskorps und bei den Militärregionen in Mittel- und Süditalien die Brigaden den Korps direkt unterstellt. Die 132. Panzerbrigade Manin in Aviano erhielt den Namen der aufgelösten Division Ariete, die mechanisierte Brigade Isonzo in Cividale übernahm den Namen der aufgelösten Division Mantova, im Fall der aufgelösten Division Folgore gingen die Traditionen an die gleichnamige Fallschirmjäger-Brigade Folgore in Livorno. Die beiden mechanisierten Brigaden Brescia und Trieste wurden vom 3. Korps in Mailand übernommen. Beim 5. Korps verblieben somit vier jeweils rund 3400 Mann starke Panzerbrigaden, drei mechanisierte Brigaden mit jeweils rund 4700 Mann, eine Raketenbrigade, die Lagunari und verschiedene Korpstruppen. Insgesamt hatte das 5. Korps rund 60.000 Soldaten.

### Nach dem Kalten Krieg
Von 1989 bis 1997 wurde das 5. Korps schrittweise verkleinert. Die Panzerbrigaden Mameli und Vittorio Veneto wurden 1991 aufgelöst, wobei nur wenige der nachgeordneten Bataillone zu anderen Brigaden kamen. Im Jahr 1991 verlegte die mechanisierte Bersaglieri-Brigade Garibaldi nach Caserta in Süditalien und die Raketenbrigade Aquileia wurde erst zu einem Regiment herabgestuft und 1992 ganz aufgelöst. 1997 folgte die Auflösung der mechanisierten Brigaden Mantova und Gorizia, im Gegenzug erhielt man jedoch die Panzerbrigade Centauro vom 3. Korps, dessen Stab kurz darauf zu einem Eingreifkorpsstab umfunktioniert wurde.
Am 1. Oktober 1997 änderte das 5. Korps seine Bezeichnung in „1. Verteidigungskräftekommando“ (1º Comando Forze di Difesa –COMFOD 1). Dem neuen Kommando unterstanden die Panzerbrigade Ariete in Pordenone, die Kavalleriebrigade Pozzuolo del Friuli in Görz sowie die nunmehr mechanisierte Brigade Centauro in Novara. Vom ehemaligen 3. Korps und neuem Eingreifkorps erhielt COMFOD 1 Ende des Jahres 2000 die Fallschirmjäger-Brigade Folgore in Livono und die mechanisierte Brigade Friuli in Bologna, die danach zu einer luftbeweglichen Brigade umstrukturiert wurde. 2002 erfolgte schließlich die Auflösung der Brigade Centauro und einiger Unterstützungseinheiten. Gleichzeitig bildete man innerhalb des Stabes von COMFOD 1 für Auslandseinsätze den Divisionsstab Mantova, der 2013 vom Divisionsstab Friuli in Florenz ersetzt wurde. Es verblieben die Panzerbrigade Ariete, die Kavalleriebrigade Pozzuolo del Friuli, die luftbewegliche Brigade Friuli und die Fallschirmjägerbrigade Folgore. Letztere unterstellte man 2013 vorübergehend dem „Kommando Landstreitkräfte“ (Comando Forze Terrestri – COMFOTER) in Verona unmittelbar. COMFOD 1, der Nachfolger des V. Korps, wurde am 1. Oktober 2013 in Vittorio Veneto aufgelöst. Die operative Führung der drei verbliebenen Brigaden übernahm der genannte Divisionsstab in Florenz, die territorialen Aufgaben ein Militärkommando in Padua, das nur noch indirekt in der Tradition des V. Korps steht.